# 山本周嗣
山本 周嗣（やまもと しゅうじ、1976年 - ）は、日本の俳優、実業家。愛知県出身。 文響社代表取締役。俳優としての名義にシュナイダー山本がある。

## 経歴
私立東海中学校・高等学校、学習院大学法学部卒。ドイツ証券、リーマンブラザーズ証券でトレーダーとして株式売買に従事後、2008年4月ミズノオフィス、2010年に作家・水野敬也と共に株式会社文響社を創業。代表作のうんこドリルシリーズは230万部を突破している。

## 出演
- 散歩時代「パトリック・グリフィス編」
- 温厚な上司の怒らせ方（2006年、ビクターエンタテインメント）
- スカイフィッシュの捕まえ方〜国内編〜（2006年、ビクターエンタテインメント）
- スカイフィッシュの捕まえ方〜サイエンスジャーニー編〜（2006年、ビクターエンタテインメント）
- スカイフィッシュの捕まえ方 〜板尾創路編〜（2007年、ビクターエンタテインメント）
- クワイエットルームにようこそ（2007年、監督：松尾スズキ）
- 碑文谷教授のミッドナイトゼミナール 今さら人に聞けない!怒らせ方講座（2008年、Eネ!）
- ハリウッドスターになろう!（2008年、ビクターエンタテインメント ）
- カリスマ入門（2008年、NBC ユニバーサル・エンターテイメントジャパン）
- 東京オンリーピック『サムライコール』（2008年、アスミック・エース）

## 著書

### 共著
- 小林昌平、水野敬也『ウケる技術』（2007年、新潮社）ISBN 978-4101313719